# 4260 Yanai
A 4260 Yanai (ideiglenes jelöléssel 1989 AX) a Naprendszer kisbolygóövében található aszteroida. Ueda Szeidzsi és Kaneda Hirosi fedezte fel 1989. január 4-én.